# 若西·巴特尔
约瑟夫·“若西”·巴特尔（法語：Joseph "Josy" Barthel，1927年4月24日—1992年7月7日），卢森堡男子田径运动员。他曾获得1952年夏季奥运会田径比赛男子1500米金牌。他也参加了1948年夏季奥运会和1956年夏季奥运会。是盧森堡迄今唯一的奧運金牌得主。